# 深谷晶子
深谷 晶子（ふかや あきこ、1979年12月25日 - ）は、日本の小説家。
愛知県出身。1998年度ノベル大賞受賞をきっかけにコバルト文庫よりデビュー。
家庭環境や不慮の事故などの要因でネガティブな心境に置かれているキャラクターを、内面的葛藤をまじえて繊細につづっていく作品が多い。文の特徴として、句読点の打ち方が独特で体言止めや倒置法が多く用いられる。
2001年以降、書籍の出版はないが、2006年に自身のHPを開設し深谷羊とペンネームを変え作品の発表を行っている。

## 作品
- 少年のカケラ  （イラスト:くさなぎ俊祈 / 集英社 / コバルト文庫）
- 水のなかの光り  （イラスト:竹岡美穂 / 集英社 / コバルト文庫）
- 恋愛前夜 ～キレイなキス～  （イラスト:くさなぎ俊祈 / 集英社 / コバルト文庫）
- サンクチュアリ  （イラスト:古張乃莉 / 集英社 / コバルト文庫）